# Arteria inferior medial de la rodilla
La arteria inferior medial de la rodilla es una arteria de la pierna que se origina como rama colateral de la poplítea.

## Trayecto y distribución
Primero desciende a lo largo del margen superior del músculo poplíteo, al que proporciona ramas; luego discurre, rodeándolo de atrás a delante, por debajo del cóndilo medial de la tibia (o tuberosidad interna), bajo el ligamento colateral tibial, en el borde anterior del cual asciende hacia la cara frontal y medial de la articulación, para irrigar el extremo superior de la tibia y la articulación de la rodilla, anastomosándose en la zona anterointerna de esta con las arterias inferior lateral de la rodilla y superior medial de la rodilla y con la recurrente tibial anterior.

## Ramas
Se ramifica en los ramos periósticos y ramos óseos para la tibia.

## Imágenes adicionales

Arterias del muslo y la rodilla.
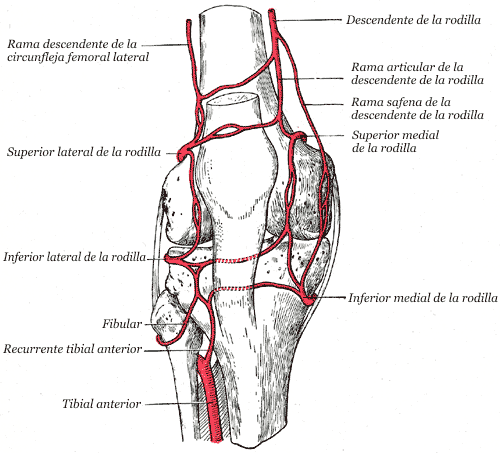
Arterias de la rodilla.